# Espoir français
Ne pas confondre avec L'Espoir français, revue trimensuelle du secrétaire général à la Propagande Paul Creyssel, dans le gouvernement de Vichy.
L'Espoir français est un réseau clandestin secret fondé par Robert Granthil en septembre 1940 et démantelé en 1943. C'est le premier mouvement de Résistance en Moselle.

## Naissance de l'Espoir français (1940)
En 1940, l'armistice n'est pas encore signé que déjà de longues files de prisonniers de guerre commencent à traverser Metz. Robert Granthil et ses scouts veulent intervenir mais les Allemands interdisent toute aide directe. Robert Granthil (né en 1922), Alfred Dehlinger (né en 1925) et Robert Gatelet (né en 1924-1944), tous élèves à l’école professionnelle de Metz, décident alors de créer une association d’aide secrète appelée « Espoir français ». Quelques autres étudiants, apprentis et jeunes ouvriers, patriotes et antinazis, adhèrent rapidement.
L’Espoir Français aide d’abord les prisonniers de guerre français qui veulent s’évader, il effectue de petits sabotages, des actes de propagande (tracts, affichettes), du stockage d’armes, et finit par couvrir huit districts. Fin août 1940, il cherche une liaison avec la France Libre. En septembre 1940, Granthil prend contact à Nancy avec le capitaine Kleinmann, officier de renseignement militaire affecté au Bureau régional d’étude militaire de Metz. Cet officier, devenu chef du réseau clandestin Uranus, récupère L’Espoir français pour en faire un réseau de renseignement et d’action. Il restructure le mouvement en canalisant ces jeunes idéalistes et y fait entrer d’autres jeunes de la société civile.

## Activité de l'Espoir français (1941-1942)
En à peine six mois d’activité, les membres de l'Espoir Français ont:
- aidé des prisonniers de guerre à s’évader
- fourni des fausses cartes d’identité
- indiqué quelles sections d’artillerie, de génie et d’infanterie étaient à Metz
- communiqué des mouvements de troupes, des photos de casernes et de matériels
- rapporté sur le terrain d’aviation de Frescaty et la DCA autour de Metz
- informé sur les sociétés nationales socialistes et les personnes ennemies de la France, sur le moral de la population, sur les chemins de fer et les ateliers de réparation, et les difficultés d’approvisionnement de pièces pour machines et wagons
- dérouté des wagons par divers moyens au triage du Sablon
- engagé des volontaires pour l’armée de De Gaulle, et assuré leur départ
- commencé à établir des dépôts d’armes
- tiré des tracts appelant à rester fidèles à la Patrie française

Selon l’avis de l’expert militaire témoin devant la justice, les rapports étaient dans l’ensemble appropriés pour permettre à l’ennemi, que ce soit le gouvernement de Vichy ou l’armée de De Gaulle, d’établir d’importantes conclusions sur les mesures militaires allemandes. Réponse de Pistorius, Kriminalinspektor de la Gestapo, témoin au procès, à la question du président du tribunal : 

« L’association était-elle importante ?
 
- Oui, car après les arrestations, nos services nous annoncèrent que les gens du cercle KAYSER étaient consternés : l’un d’eux déclara que c’était le plus mauvais coup qui pouvait leur arriver, car l’affaire était bien partie et fonctionnait bien. (Et encore. ils ne savaient pas tout !) »

C'est le Docteur Bricka qui assure le courrier entre Nancy et Lons-le-Saunier. Il est arrêté à Nancy le 13 mai 1941 porteur d'un courrier contenant une quantité d'informations militaires et économiques importantes. Son arrestation entraîne l’arrestation de vingt de ses membres dont Marcel Ney, Robert Gatelet, Alfred Dehlinger et Émile Parisot. Elle sont faites par le Kriminal-Inspektor Pistorius, assisté par Charles Cridlig, interprète, ancien sous-officier français, condamné pour espionnage par la justice militaire française et trois courriers sont arrêtés en Meurthe-et-Moselle.

## Fin de l'Espoir français (1943)
Les quatre courriers arrêtés en Meurthe-et-Moselle, après une incarcération à Charles-III à Nancy, attendront leur jugement en N.N. au KZ d’Hinzert. Ils sont jugés à Trèves par le Volksgerichtshof 2e Senat le 27 janvier 1943. Condamnés à mort tous les quatre, Gillant est gracié, car il avait auparavant sauvé un soldat allemand d’une noyade dans la Moselle. Paul Simmiger, le docteur Bricka et Roger Noël sont décapités à Cologne le 30 juillet 1943.
Les vingt et un mosellans sont transférés à la prison de Sarrebruck les 11 et 17 juillet 1941. Puis Roger Bour et Marcel Ney, devenus malades contagieux, sont transférés à la prison hôpital de Mannheim où Marcel décède le 23 juin 1942 de tuberculose, à l’âge de dix-neuf ans.
Müller et Guehl (nés en 1925) s'évadent le 18 septembre 1942. Ils réussissent à se réfugier en zone non occupée et rejoignent un maquis lors de l’occupation de cette zone. Puis s’engagent dans l’armée de libération.

## Le jugement (1942-1943)
Mi-juillet 1942, les 18 accusés reçoivent l'acte d'accusation daté du 7 juillet 1942, du Volkgerichtshof.

### Le procès
Le 23 septembre, 15 accusés sont transférés à Deux-Ponts, pour être jugés à huis clos du 30 septembre au 2 octobre 1942 par le Tribunal du peuple de Berlin. Bour les rejoint, venant de la prison hôpital de Mannheim. Paul Simmiger vient du KZ Hinzert pour témoigner, mais ne dira rien pour accabler ses amis. Le verdict final, prononcé en public, devant leurs parents effarés et anéantis, des membres des Jeunesses hitlériennes et des curieux, est sévère.

### Le verdict
- Condamnation pour espionnage de guerre et haute trahison :
  - à mort : Geiger et Harter, car âgés de plus de 21 ans lors du jugement.
  - à de la prison : 10 ans pour Dehlinger, 8 ans pour Gatelet, encore mineurs.
- Condamnation pour haute trahison :
  - à des peines de bagne : 10 ans pour François, 8 ans pour Houillon, Joly, Noël, Parisot, Wittmer, Sutter, Reinachter, 6 ans pour Tissier, 4 ans pour Weber, 3 pour Hoerdt, tous âgés de plus de 18 ans,
  - à des peines de prison, ceux qui ont moins de 18 ans : 6 ans pour Varini, 3 ans pour Bour
  - Lettler est déclaré innocent. Libéré, arrêté par Cridlig à sa sortie du tribunal, il est aussitôt embrigadé dans une unité spéciale SS : il tombera en Russie.

## Épilogue (1943-1945)

### Transfert vers les prisons (1943)

#### Prisons de Wittlich et de Rockenberg
Dehlinger, Gatelet et Varini, mineurs, partent en transport pour la prison de Wittlich. Devant l'avance des armées alliées, la prison de Wittlich est évacuée par wagons de marchandises sur la prison de Rockenberg. Gatelet, qui vient de passer un mois au cachot, décède à Rockenberg le 11 décembre 1944. Varini est atteint de typhus à la libération. Dehlinger est incorporé de force dans la Kriegsmarine.

#### Prison de Mannheim
Bour rejoint la prison-hôpital de Mannheim. Il est libéré règlementairement le 13 avril 1943 et plonge dans la clandestinité pour éviter d’aller dans un KZ.

#### Prison de Stuttgart
Geiger et Harter partent vers Stuttgart le 12 octobre 1942. Tous les mardis les exécutions ont lieu à la guillotine électrique dans la cour, devant les lucarnes occultées des cellules. Ils attendront jusqu'au 21 octobre 1943 pour apprendre que le Führer leur a accordé sa grâce. Le 22 octobre 43, ils arrivent à Ulm pour purger leurs dix ans de prison. 
En avril 1945, Geiger s'évade en compagnie de Hermann Debus, étudiant autrichien, condamné, comme lui, à mort et gracié à 10 ans. Debus et Geiger seront repris près d'Ehingen. Ramenés à Ulm, mis au bunker, tous deux se voient promis à l'exécution dès le retour du dossier envoyé pour avis à Stuttgart. Le 28 avril, les troupes françaises occupent Ulm et les libère.

#### Prisons de Ensisheim et de Ludwigsburg
Depuis Deux-Ponts, François, Hoerdt, Joly, Parisot, Weber aboutissent le 8 décembre 1943 à la prison d'Ensisheim. Ils y restent isolés en cellule, considérés comme N.N. Hoerdt est libéré à la fin de sa peine, Cridlig l’attend pour l’envoyer dans un KZ, il lui fausse compagnie et devient clandestin.
Fuyant l'avance des armées alliées, la prison d'Ensisheim est évacuée, François, Joly, Parisot, Weber arrivent à Ludwigsburg. Ils y retrouvent leurs camarades qui sont là depuis 1942, et Joly part en commando à Aischach.
Houillon, Noël, Reinachter, Sutter, Tissier, Wittmer se retrouvent à Ludwigsburg fin 1942.

### La Libération (1945)

#### Évacuation de la prison de Ludwigsburg
Ludwigsburg est évacué le 20 avril 1945 devant l'avancée des libérateurs. Le 28 avril 1945, dans la débâcle, Wittmer s'évade avec Tissier. Ils seront reçus à Strasbourg par le général Touzet du Vigier, commandant la place, qui facilitera leur retour à Metz.

#### Évacuation des autres prisons
Tous les autres partent à pied le 20 avril 1945. Sutter s’évade du convoi. Les autres s'arrêtent à Ulm et après quelques jours, continuent vers Ravensburg où ils sont bombardés : Noël est blessé, Parisot tué. Noël et Reinachter sont libérés le 24 avril 1945 à Raisholz. Houillon, Joly et Weber le sont à Aichach, commando de Dachau, le 30 avril 1945. François et Harter aboutissent à Dachau et sont atteints du typhus.

### Le sort de Cridlig
Quant à Cridlig : le 13 juin 1945, il se promène à Nancy et tombe nez à nez avec le frère de Lettler venu au ravitaillement. Lettler avise un policier qui passe, lui demande d'arrêter Cridlig. Cridlig est jugé à Metz et condamné à mort le 24 janvier 1947. Pour obtenir une grâce, il dénonce les commissaires Mehl et Hirschoiegel de la Gestapo de Metz pour l'assassinat de deux aviateurs anglais en août 1944, rappelle qu'ils ont assisté aux exécutions sommaires de neuf jeunes gens dans la forêt de Longeville-lès-Saint-Avold, donne le lieu de la cachette de Hempen, le bourreau de Queuleu, dénonce à la BST divers agents doubles ayant occasionné des arrestations dans le groupe Mario et le groupe Derhan. Il est fusillé en mars 1948 au fort Miolis dans l'île Chambière à Metz, par un peloton du 146e RI, et inhumé dans le carré des suppliciés du cimetière de l'Est à Metz.

## Sources
- Office national des anciens combattants de la Moselle
- Archives du Bureau "Résistance"; Réseau Espoir Français de Metz" de Jean Geiger (A.A.S.S.D.N.)
- Bibliographie :

- Années noires de Bernard Le Marec, éd. Serpenoise, 1990 (p.250 ).
- L’Orage sur Metz, de René CHAMBER, Marius Mutele, 1948, Metz.
- Moselle et Mosellans dans la seconde guerre mondiale par Henri HIEGEL, Ed.: Serpenoise.
- Services spéciaux 1939-1945 par le colonel PAILLOLE
- Une histoire d’Honneur : la Résistance, par Pierre VITTORI.
- Le Service de renseignements : 1871-1944, par Henri NAVARRE.
- L'homme des services secrets : Paul PAILLOLE : entretiens avec AG. MINELLI.
- Montigny, cité cheminote, par Fernand LEROY, édité par UDESM 57006 Metz.
- L'Alsace dans les griffes nazies, tomes 2-3-4, par Charles BENE, imprimerie FETZER à Raon-l'Étape.
- Kursbuch fûr die Gefangenenwagen gültig vom 6 Oktober 1941 an..., éditions DUMJAHN, Mayence 1979.
- Internements et déportations en Moselle 1940-1945, par Marcel NEIGERT, METZ 1978, centre de recherches relations internationales de l'université de Metz, SA Paradis LUNEVILLE.
- Sources allemandes :

- Décret du Führer concernant l'exercice du droit de grâce en Alsace, en Lorraine et au Luxembourg, du 29-5-1941.
- Oberreichsanwalt : Volksgerichtshof.
--acte d'accusation du 7-7-42 466/41g /78/42.
--Jugement du Volksgerichtshof 4° Sénat à Deux-Ponts du 30-9 au 2-10- 1942.
--Jugement du Volksgerichtshof 2° Sénat à Trèves du 27-01-1943.
--Rapport d'exécution de la peine de mort à l'encontre des citoyens français Marcel BRIKA et deux autres du 10 août 1943.
Ausschuss für Deutsche Einheit.-Gestern Blutrichtern, heute Bonner Elite: Internationale Presse-Konferenz am 23 mai 1957 in BERLIN.
- Extraits de bulletins :

- de liaison de l'Amicale des anciens membres des services spéciaux de la Défense nationale N°168 et 169.
- trimestriel de l'Association nationale des cheminots déportés, internés et   familles No l12 de juillet et 113 d'octobre 1995.
- l'écho des CVR : XII° Congrès national CVR 10-12 juin 1967
- Causeries de Monsieur Albert BOSCH, directeur de l'école Pougin, sur le passé de MONTIGNY LES METZ (13° causerie.)
- « Alsace-Lorraine » Terre d’exception, par R. Granthil
- Extraits de journaux :

- Clartés, Républicain lorrain, Est républicain, le Lorrain, surtout pour jugement de Charles CRIDLIG et pour confirmer les dates ;
- Cahiers du cercle Jean-Macé de METZ ;
- Nuit et brouillard : organe trimestriel du souvenir de la déportation NN, N°59, avril 1991
- Témoignages recueillis :

– écrits : d'Alfred DEHLINGER, Roger BOUR, André CLAUDEL, FRIDERICH Jean, André GILLANT, Robert GRANTHIL, Roger GRAVIER, Charles HOERDT, René HOUILLON, Fernand JOLY, Paul KINSCHE. André VARINI, CRIDLIG ;
– oraux : de COLLET Raymond, Gaston DINCHER, Pierre MULLER, Georges NOEL, François REINACHTER, André VARINI, Arthur WEBER, madame veuve Thérèse WEBER, ma cousine Charlotte ERHARDT, mon père, Auguste ZIEGLER, et surtout Alfred HARTER avec qui j'ai été en cellule pendant trois mois à STUTTGART.
- Enregistrements sonores :

– d'André DICOP, 8, allée des Tilleuls    57530 LANDONVILLERS ;
– témoignages : ESPOIR FRANÇAIS : TRIBOUT "DE MOREMBERT", Charles HOERDT et Jean GEIGER (déposés aux archives départementales à Metz-Saint-Julien) ;
– d'André VARINI.